# Eugène Mittelhauser
Eugène Désiré Antoine Mittelhausser (Tourcoing, 1873. augusztus 7. - Párizs, 1949. december 29.) francia tábornok, a csehszlovák hadsereg vezérkari főnöke.

## Élete
Lille-ben tanult, majd miután befejezte a Saint-Cyr-i katonai iskolát, 1894-től tisztként szolgált a tunéziai harcokban az egyik algériai lövészezredben.
Az 1910-es mexikói forradalom idején részt vett a mexikói francia misszióban.
Az első világháború után 1918-tól a 20. gyalogezred vezetője lett. Majd Maurice Pellé tábornok helyetteseként részt vett a csehszlovákiai francia misszióban, melynek során a Magyar Tanácsköztársaság elleni harcokban a nyugat- és közép-szlovákiai csapatok parancsnokaként tevékenykedett. 1919 őszén Kassán állomásozott és meglátogatta Semsén a semsei kastélyt és könyvtárát. Összebarátkozva a Semsey családdal segített a kapcsolatfelvételben, mely során Párizsban végeredményben meghiúsult magyar-francia tárgyalások kezdődtek a magyar területi igényekről. Pellét váltva a misszió vezetője és 1921-1925 között a Csehszlovák Véderő vezérkari főnöke lett.
A második világháború idején többek között a szíriai hadsereg főparancsnoka.